# 로버트 브라우닝
로버트 브라우닝(Robert Browning, 1812년 ~ 1889년)은 영국의 시인이자 극작가이다. 바이런, 셀리의 영향을 받아 시인이 되었다. 알프레드 테니슨과 더불어 빅토리아 왕조 시대를 대표하는 시인이다. 그의 시는 인간의 모든 강렬한 정열을 힘차게, 그리고 극적으로 노래한 것이 특징이다. 그러나 그의 시는 깊이 생각해야 하고 또 어려웠기 때문에 그 가치는 그가 죽은 후에야 인정받게 되었다. 주요 작품으로는 《남과 여》, 《등장 인물》, 《반지와 책》 등이 있다. 6살 연상 아내인 영국의 시인 엘리자베스 브라우닝과 부부의 사랑을 노래한 아름다운 시를 써서 유명하다.

## 생애
브라우닝은 1812년 5월 7일 잉글랜드 런던 교외의 캠버웰에서 로버트와 사라 안나 브라우닝의 장남으로 태어났다. 그의 아버지는 당시 연봉 £150의 제법 괜찮은 수입을 받는 잉글랜드 은행의 점원이었다. 그의 할아버지는 서인도 제도의 세인트 키츠의 부유한 노예상이었지만, 브라우닝의 부친은 노예폐지론자였다. 브라우닝의 부친은 서인도 제도의 설탕 농장에 일을 하러 보내지기도 했었다. 그곳에서 노예 폭동이 일어나 그는 잉글랜드로 돌아왔다. 브라우닝의 모친은 음악가였다. 그는 사리안나라는 여동생이 하나 있었다. 브라우닝의 조부 라가렛 타이틀은 세인트 키츠에서 농장을 이어받은 자마이카에서 출생한 뮬레토라는 소문도 있었다. 로버트의 부친은 희귀 도서 6천권을 가진 도서관을 가지고 있었다. 그리하여 브라우닝은 중요한 도서 자료를 갖춘 가정에서 자라게 되었다.

## 작품
- Pauline: A Fragment of a Confession (1833)
- Paracelsus (1835)
- Strafford (play) (1837)
- 《소르델로》(Sordello) (1840)
- Bells and Pomegranates No. I: Pippa Passes (play) (1841)
- Bells and Pomegranates No. II: King Victor and King Charles (play) (1842)
- Bells and Pomegranates No. III: Dramatic Lyrics (1842)
  - "Porphyria's Lover"
  - "Soliloquy of the Spanish Cloister"
  - 《내 마지막의 공작부인》(My Last Duchess)
  - 《하멜른의 피리 부는 사나이》(The Pied Piper of Hamelin)
  - 《지스몬드 백작》(Count Gismond)
  - "Johannes Agricola in Meditation"
- Bells and Pomegranates No. IV: The Return of the Druses (play) (1843)
- Bells and Pomegranates No. V: A Blot in the 'Scutcheon (play) (1843)
- Bells and Pomegranates No. VI: Colombe's Birthday (play) (1844)
- Bells and Pomegranates No. VII: Dramatic Romances and Lyrics (1845)
  - "The Laboratory"
  - "How They Brought the Good News from Ghent to Aix"
  - "The Bishop Orders His Tomb at Saint Praxed's Church"
- Bells and Pomegranates No. VIII: Luria and A Soul's Tragedy (plays) (1846)
- Christmas-Eve and Easter-Day (1850)
- 《남과 여》Men and Women (1855)
  - "Love Among the Ruins"
  - "The Last Ride Together"
  - "A Toccata of Galuppi's"
  - "Childe Roland to the Dark Tower Came"
  - "Fra Lippo Lippi"
  - "Andrea Del Sarto"
  - "The Patriot/ An Old Story"
  - "A Grammarian's Funeral"
  - "An Epistle Containing the Strange Medical Experience of Karshish, the Arab Physician"
- Dramatis Personae (1864)
  - "Caliban upon Setebos"
  - 《랍비 벤 에즈라》(Rabbi Ben Ezra)
- 《반지와 책》(The Ring and the Book) (1868-9)
- Balaustion's Adventure (1871)
- Prince Hohenstiel-Schwangau, Saviour of Society (1871)
- Fifine at the Fair (1872)
- Red Cotton Night-Cap Country, or, Turf and Towers (1873)
- Aristophanes' Apology (1875)
- The Inn Album (1875)
- Pacchiarotto, and How He Worked in Distemper (1876)
- The Agamemnon of Aeschylus (1877)
- La Saisiaz and The Two Poets of Croisic (1878)
- Dramatic Idylls (1879)
- Dramatic Idylls: Second Series (1880)
- Jocoseria (1883)
- Ferishtah's Fancies (1884)
- Parleyings with Certain People of Importance In Their Day (1887)
- Asolando (1889)
  - Prospice